# Officina Typographica
Officina Typographica (z łac. „Warsztat Drukarski”) – historyczny gwiazdozbiór leżący w północnej części obecnej konstelacji Rufy. Gwiazdozbiór ten został stworzony przez Jérôme’a Lalande’a w roku 1798 i po raz pierwszy został przedstawiony w atlasie Uranographia Johanna Bodego z 1801 roku. Astronomowie chcieli upamiętnić w ten sposób wynalazek druku Johannesa Gutenberga. Ilustracja Bodego przedstawiała ramę z czcionkami, atrament i inne elementy warsztatu (chociaż nie samą prasę drukarską), które trudno byłoby dostrzec wśród słabych gwiazd tworzących tę konstelację; najprawdopodobniej autor wyszukał gwiazdy nie przyporządkowane do starszych gwiazdozbiorów i umieścił tam zaplanowaną figurę. Najjaśniejsza gwiazda tej konstelacji ma obecnie oznaczenie Flamsteeda 16 Puppis i wielkość zaledwie 4,4m. Gwiazdozbiór pojawił się w kilku atlasach nieba, lecz w końcu XIX wieku wyszedł z użycia.